# Acél Ervin
Acél Ervin (Temesvár, 1935. június 3. – Bécs, 2006. augusztus 24.) magyar karmester.

## Életpályája
Dr. Acél Mór fogorvos és Milina Harnik fogtechnikus gyermekeként született.
Felesége Acél Erzsébet építész, gyerekük András.
2006. augusztus 24-én hosszan tartó betegség után Bécsben hunyt el és Kőszegszerdahelyen helyezték örök nyugalomra.

## Munkássága
Kolozsvárott és Bukarestben végezte a zeneművészeti főiskola karmesterképző szakát, részt vett a Holland Rádió karmesteri mesterkurzusán. 1971-től a nemzetközi koncertpódiumok szereplője Európa számos országában, Ázsiában, Észak- és Dél-Amerikában. 1960-tól 1963-ig a Botoşani Filharmónia karmestere volt, majd a Nagyváradi Állami Filharmónia zenekarát vezette 28 éven keresztül, közben két évig az Isztambuli Állami Opera zeneigazgatója volt. 1991-től 1999-ig irányította a Szegedi Szimfonikus Zenekart. Együttese élén számos nagy sikerű hangversenyt adott, külföldi koncertturnékon vett részt, a Szegedi Nemzeti Színházban és a Szegedi Szabadtéri Játékokon operaelőadásokat dirigált.
Karmesteri művészetét több mint 40 lemez örökítette meg. 1998 tavaszán Sebetia Ter-díjjal tüntették ki Olaszországban. Művészeti vezetői munkája mellett docensként oktatott a római Ottorino Respighi Zeneakadémia karmesterképző szakán, 1992-től pedig a Szegedi Konzervatórium tanára volt. Állandó tagja volt a lisszaboni karmesterverseny zsűrijének. 1996-tól a Bécsi Zeneakadémia karmesterképző szakának docense, majd 1999 őszétől ismét a Nagyváradi Állami Filharmónia állandó karmestere volt 2006-ban bekövetkezett haláláig.

## Emlékezete
- Nevét viseli a Nagyváradi Állami Filharmónia koncerttermének karmesteri szobája.